# Ничего подобного солнцу: История любовной жизни Шекспира
«Ничего подобного солнцу» (англ. Nothing Like the Sun: A Story of Shakespeare's Love Life, в русском пер. «Влюбленный Шекспир») — вымышленная биография Уильяма Шекспира, написанная Энтони Бёрджессом и впервые опубликованная в 1964 году. В нём рассказывается история жизни Шекспира со смесью фактов и вымысла. В частности, рассказывается о романе Шекспира с чернокожей проституткой по имени Фатима, которая вдохновляет Шекспира на создание сонета Тёмная леди. Название романа Берджесса созвучно первой строке сонета 130 «Глаза моей любовницы не похожи на солнце», в которой Шекспир описывает свою любовь к темноволосой женщине.

## Сюжет
В романе есть рамочная история, в которой профессор малазийского колледжа по имени «мистер Берджесс» читает свою последнюю лекцию о жизни Шекспира перед возвращением в Соединенное Королевство, постепенно напиваясь рисовым вином. «Лекция» начинается с того, что «мистер Бёрджесс» читает сонет 147, в котором Шекспир сравнивает свою любовь к любовнице с лихорадкой. «Мистер Бёрджесс» предполагает, что это доказательство того, что Шекспир заразился сифилисом, и что имя Тёмной Леди написано в стихотворении акростихом, причём буквы FTMH представляют собой латинизацию арабского имени «Фатджма», что означает «судьба».
Затем основное повествование рассказывает историю жизни Шекспира, вплоть до написания сонетов. В нём изображён его роман с Фатимой, чёрной проституткой, от которой он заражается сифилисом и сходит с ума от боли и лихорадки. Он также включает в себя сюжет о том, как Шекспиру наставил рога его младший брат Ричард, который остался в Стратфорде, сюжет, который Бёрджесс впервые встретил в литературе в романе «Улисс» Джеймса Джойса. Стиль романа чем-то обязан как елизаветинскому английскому языку, так и игре слов Джойса.

## Издания
- Burgess, Anthony. Nothing Like The Sun. — London : Vintage, 1992. — ISBN 0-09-941690-5.
- Burgess, Anthony. Nothing Like The Sun. — New York : W. W. Norton & Company, 2013. — ISBN 978-0-393-34640-4.

Русский перевод: Берджесс Э. Влюбленный Шекспир. — Москва: АСТ, 2014. — 320 с.

## Для дальнейшего чтения
- Franssen, Paul J. C. M. Wilde imaginings // Shakespeare's Literary Lives: The Author as Character in Fiction and Film. — Cambridge University Press, 2016. — ISBN 9781107125612.